# Confesso que Vivi
Confieso que he vivido (br / pt: Confesso que vivi) é um livro autobiográfico, escrito ao longo de vários anos pelo autor chileno Pablo Neruda, publicado postumamente no ano de 1974 e em Portugal pelas Publicações Europa-América, em abril de 1975 e no Brasil, como "Confesso que Vivi — Memórias", pela Difel — Difusão Editorial em 1978.

## Repercussão
Segundo pesquisa do Instituto do Livro Espanhol, o livro (na versão original em espanhol) figurou em segundo lugar na lista dos dez mais vendidos na Espanha no ano de 1975.

## Sinopse
Ao longo de 340 páginas, o laureado com o Prêmio Nobel da Literatura de 1971 descreve o trajecto da sua vida, recorrendo a uma prosa salpicada de imagens poéticas que prende facilmente a atenção do leitor. A obra divide-se em diversos capítulos correspondentes a outras tantas fases da vida do poeta:
- O jovem provinciano - sobre a infância e a adolescência passadas na província;
- Perdido na cidade - sobre os tempos universitários, já em Santiago;
- Os caminhos do mundo - sobre o início da carreira diplomática e a primeira viagem ao Oriente;
- A solidão luminosa - sobre as suas impressões da Índia, do Ceilão e do Sudeste Asiático;
- A Espanha no coração - sobre a estadia em Espanha, como cônsul do Chile em Barcelona, e o seu relacionamento com poetas como Lorca e Alberti;
- Saí a procurar caídos - sobre a Guerra Civil Espanhola e a ajuda de Neruda para que alguns republicanos espanhóis pudessem fugir para o exílio;
- México florido e espinhoso - sobre as suas memórias do México e as suas impressões da Segunda Guerra Mundial;
- A pátria em trevas - sobre o seu regresso ao Chile e à passagem pelo Peru;
- Princípio e fim de um desterro - sobre o seu desterro que o levou à União Soviética e à China;
- Navegação com regresso - sobre a sua prisão em Buenos Aires e nova viagem ao Oriente no final da década de 1950;
- A poesia é um ofício - onde reflecte sobre a sua obra e algumas das personalidades que o marcaram;
- Pátria doce e pura - sobre o seu regresso à pátria, a subida de Allende ao poder e o Golpe de Estado de 1973.

As derradeiras páginas deste último capítulo foram escritas no curto intervalo de tempo, de apenas doze dias, entre o golpe de Estado de 11 de setembro e a morte de Neruda em 23 do mesmo mês. Nessas linhas, o poeta fala de forma amargurada das esperanças derrubadas pela violência dos militares e das memórias do seu amigo Salvador Allende.